# Uri (Italia)
Uri (topónimo en lengua sarda) es una localidad italiana de la provincia de Sácer, región de Cerdeña,  con 3.072 habitantes.

## Evolución demográfica
| Gráfica de evolución demográfica de Uri entre 1861 y 2001 |
|                                                           |
| Fuente ISTAT - elaboración gráfica de Wikipedia           |